# Leichtathletik-Weltmeisterschaften 1991/Weitsprung der Frauen

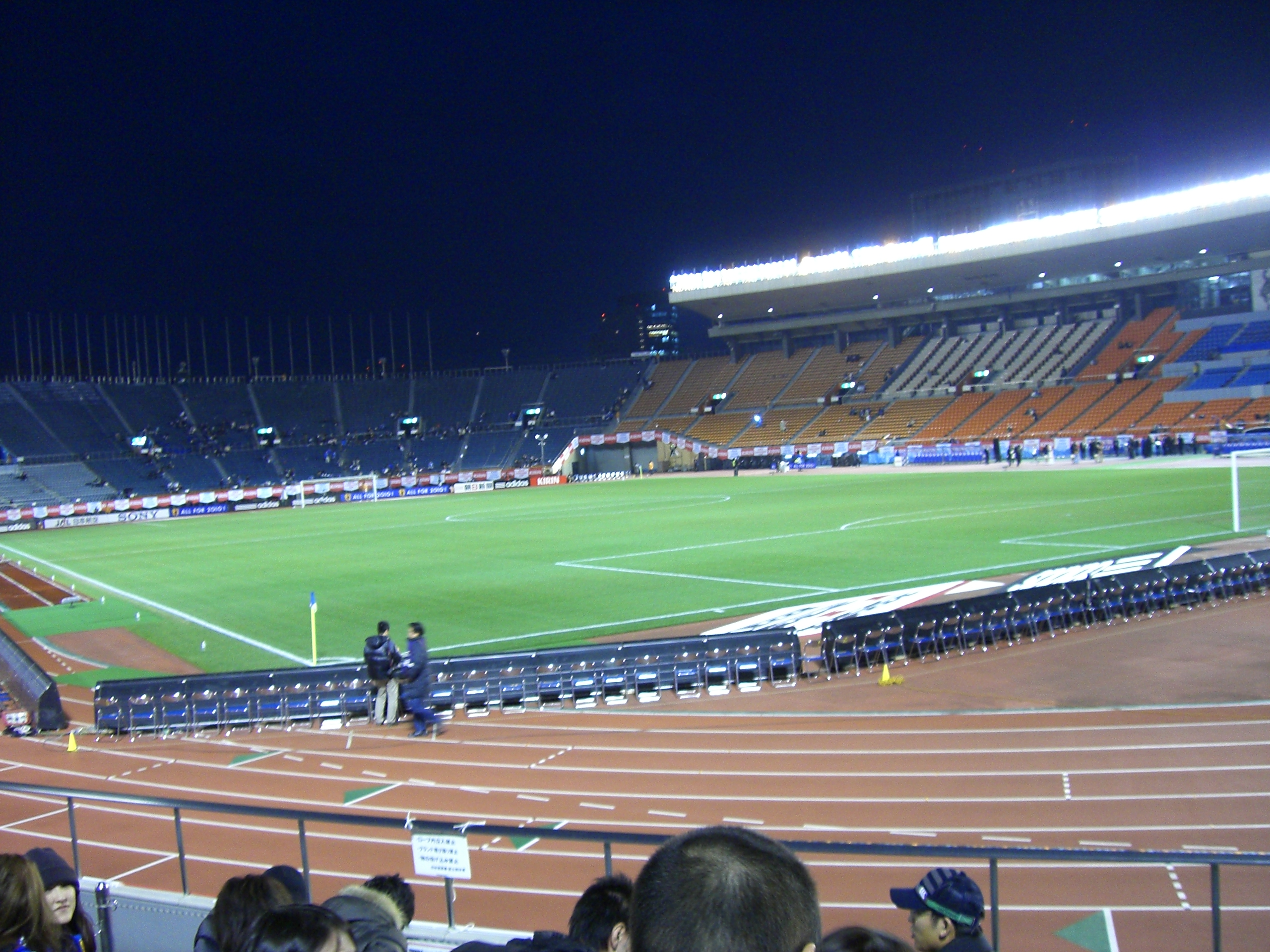
Das Olympiastadion in Tokio im Jahr 2008

Der Weitsprung der Frauen bei den Leichtathletik-Weltmeisterschaften 1991 wurde am 24. und 25. August 1991 im Olympiastadion der japanischen Hauptstadt Tokio ausgetragen.
Weltmeisterin wurde die US-amerikanische Titelverteidigerin und Olympiasiegerin von 1988 Jackie Joyner-Kersee, die auch im Siebenkampf amtierende Weltmeisterin und Olympiasiegerin von 1988 war. Mit ihrem vierten Sprung im Finale zog sich Joyner-Kersee eine Verletzung zu, die dazu führte, dass sie im Siebenkampf hier nach dem ersten Tag aufgeben musste. Den zweiten Rang belegte die Weltmeisterin von 1983, WM-Dritte von 1987 und zweifache Europameisterin (1986/1990) Heike Drechsler, frühere Heike Daute, aus Deutschland, die vor 1992 für die DDR gestartet war. Sie hatte bei Olympischen Spielen, Welt- und Europameisterschaften zahlreiche Medaillen auf den Sprintstrecken errungen und gewann hier am Schlusstag Bronze mit der deutschen 4-mal-100-Meter-Staffel. Dritte wurde die sowjetische Weitspringerin Laryssa Bereschna.

## Bestehende Rekorde
| Weltrekord | 7,52 m | Galina Tschistjakowa | Leningrad (heute St. Petersburg), Sowjetunion (heute Russland) | 11. Juni 1988     |
| WM-Rekord  | 7,36 m | Jackie Joyner-Kersee | WM 1987 in Rom, Italien                                        | 4. September 1987 |

Der bestehende WM-Rekord wurde bei diesen Weltmeisterschaften nicht eingestellt und nicht verbessert. Weltmeisterin Jackie Joyner-Kersee verfehlte ihren eigenen Rekord im Finale am 25. August allerdings nur um vier Zentimeter.

## Windbedingungen
In den folgenden Ergebnisübersichten sind die Windbedingungen zu den jeweils besten Sprüngen benannt. Der erlaubte Grenzwert liegt bei zwei Metern pro Sekunde. Bei stärkerer Windunterstützung wird die Weite für den Wettkampf gewertet, findet jedoch keinen Eingang in Rekord- und Bestenlisten.

## Qualifikation
24. August 1991, 18:20 Uhr
31 Teilnehmerinnen traten in zwei Gruppen zur Qualifikationsrunde an. Die Qualifikationsweite für den direkten Finaleinzug betrug 6,65 m. Elf Athletinnen übertrafen diese Marke (hellblau unterlegt). Das Finalfeld wurde mit den der nächstplatzierten Sportlerin auf zwölf Springerinnen aufgefüllt (hellgrün unterlegt). So mussten schließlich 6,63 m für die Finalteilnahme erbracht werden.

### Gruppe A

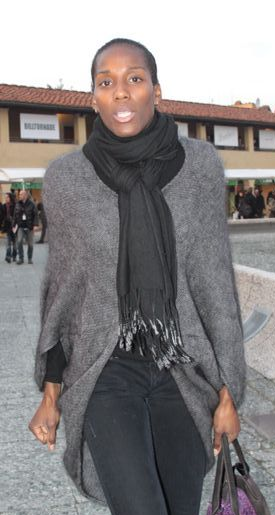
Fiona Mays 6,54 m reichten nicht zur Finalteilnahme

| Platz | Name                   | Nation                       | Resultat (m) / Wind (m/s) |
| 1     | Jackie Joyner-Kersee   | USA                          | 6,91 / +2,4               |
| 2     | Laryssa Bereschna      | Sowjetunion                  | 6,87 / +1,9               |
| 3     | Susen Tiedtke          | Deutschland                  | 6,85 / +2,2               |
| 4     | Jelena Sintschukowa    | Sowjetunion                  | 6,80 / +1.1               |
| 5     | Christy Opara-Thompson | Nigeria                      | 6,68 / +1,3               |
| 6     | Ringa Ropo-Junnila     | Finnland                     | 6,66 / +2,8               |
| 7     | Jackie Edwards         | Bahamas                      | 6,66 / +1,2               |
| 8     | Liu Shuzhen            | Volksrepublik China          | 6,57 / +0,4               |
| 9     | Yang Juan              | Volksrepublik China          | 6,56 / +0,6               |
| 10    | Fiona May              | Großbritannien               | 6,54 / +1,0               |
| 11    | Valentina Uccheddu     | Italien                      | 6,48 / +1,6               |
| 12    | Iwa Prandschewa        | Bulgarien                    | 6,30 / +0,8               |
| 13    | Jayne Moffitt          | Neuseeland                   | 6,29 / +0,4               |
| 14    | Tamara Malesev         | Jugoslawien                  | 6,27 / +0,9               |
| 15    | Flora Hyacinth         | Amerikanische Jungferninseln | 6,16 / +3,2               |

### Gruppe B

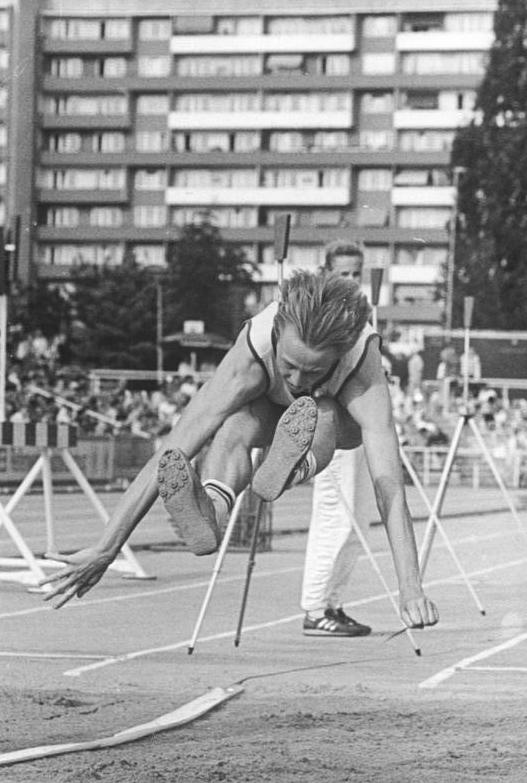
Helga Radtke verpasste das Finale mit ihren 6,62 m nur um drei Zentimeter

| Platz | Name              | Nation                   | Resultat (m) / Wind (m/s) |
| 1     | Heike Drechsler   | Deutschland              | 6,87 / +0,5               |
| 2     | Ljudmila Ninova   | Österreich               | 6,79 / +2,0               |
| 3     | Marieta Ilcu      | Rumänien                 | 6,77 / +0,9               |
| 4     | Jelena Belewskaja | Sowjetunion              | 6,70 / +1,0               |
| 5     | Oluyinka Idowu    | Großbritannien           | 6,63 / +2,4               |
| 6     | Helga Radtke      | Deutschland              | 6,62 / +3,2               |
| 7     | Nicole Staines    | Australien               | 6,57 / +3,6               |
| 8     | Wang Chunfang     | Volksrepublik China      | 6,55 / k. A.              |
| 9     | Agata Karczmarek  | Polen                    | 6,55 / ±0,0               |
| 10    | Sheila Echols     | USA                      | 6,47 / +1,0               |
| 11    | Cindy Greiner     | USA                      | 6,41 / +1,5               |
| 12    | Wang Shu-Hwa      | Chinesisch Taipeh        | 6,38 / +3,5               |
| 13    | Diane Guthrie     | Jamaika                  | 6,37 / +1,7               |
| NM    | Solange Ostiana   | Niederländische Antillen | ogV                       |
| NM    | Ragne Kytölä      | Finnland                 | ogV                       |
| NM    | Renata Nielsen    | Dänemark                 | ogV                       |

## Legende
Kurze Übersicht zur Bedeutung der Symbolik – so üblicherweise auch in sonstigen Veröffentlichungen verwendet:
| – | verzichtet |
| x | ungültig   |

## Finale
25. August 1991, 18:30 Uhr
| Platz | Name                   | Nation         | Resultat (m) / Wind (m/s) | 1. Versuch (m)                                  | 2. Versuch (m)                                  | 3. Versuch (m)                                  | 4. Versuch (m)                                | 5. Versuch (m)                                | 6. Versuch (m)                                |
| 1     | Jackie Joyner-Kersee   | USA            | 7,32 / ±0,0               | 7,32                                            | x                                               | –                                               | x                                             | –                                             | 7,11                                          |
| 2     | Heike Drechsler        | Deutschland    | 7,29 / −0,2               | 7,09                                            | 7,16                                            | 7,29                                            | 6,99                                          | 7,08                                          | 6,94                                          |
| 3     | Laryssa Bereschna      | Sowjetunion    | 7,11 / ±0,0               | 7,11                                            | 6,92                                            | x                                               | 6,86                                          | 6,81                                          | 6,91                                          |
| 4     | Jelena Sintschukowa    | Sowjetunion    | 7,04 / +1,8               | 6,84                                            | 6,86                                            | 7,00                                            | 6,68                                          | 7,04                                          | 6,90                                          |
| 5     | Susen Tiedtke          | Deutschland    | 6,77 / +0,9               | 6,55                                            | 6,65                                            | 6,63                                            | x                                             | 6,77                                          | 5,74                                          |
| 6     | Marieta Ilcu           | Rumänien       | 6,72 / +0,9               | 6,55                                            | x                                               | 6,70                                            | 6,70                                          | 6,68                                          | 6,72                                          |
| 7     | Ljudmila Ninova        | Österreich     | 6,72 / −0,5               | x                                               | 6,72                                            | 6,33                                            | x                                             | x                                             | x                                             |
| 8     | Jelena Belewskaja      | Sowjetunion    | 6,69 / −0,6               | 6,49                                            | 6,54                                            | 6,68                                            | x                                             | 6,41                                          | 6,69                                          |
| 9     | Ringa Ropo-Junnila     | Finnland       | 6,63 / +0,2               | Einzelversuche in den Quellen nicht aufgelistet | Einzelversuche in den Quellen nicht aufgelistet | Einzelversuche in den Quellen nicht aufgelistet | nicht im Finale der besten acht Springerinnen | nicht im Finale der besten acht Springerinnen | nicht im Finale der besten acht Springerinnen |
| 10    | Jackie Edwards         | Bahamas        | 6,37 / +0,3               | Einzelversuche in den Quellen nicht aufgelistet | Einzelversuche in den Quellen nicht aufgelistet | Einzelversuche in den Quellen nicht aufgelistet | nicht im Finale der besten acht Springerinnen | nicht im Finale der besten acht Springerinnen | nicht im Finale der besten acht Springerinnen |
| 11    | Christy Opara-Thompson | Nigeria        | 6,28 / −0,2               | Einzelversuche in den Quellen nicht aufgelistet | Einzelversuche in den Quellen nicht aufgelistet | Einzelversuche in den Quellen nicht aufgelistet | nicht im Finale der besten acht Springerinnen | nicht im Finale der besten acht Springerinnen | nicht im Finale der besten acht Springerinnen |
| 12    | Oluyinka Idowu         | Großbritannien | 6,16 / −0,4               | Einzelversuche in den Quellen nicht aufgelistet | Einzelversuche in den Quellen nicht aufgelistet | Einzelversuche in den Quellen nicht aufgelistet | nicht im Finale der besten acht Springerinnen | nicht im Finale der besten acht Springerinnen | nicht im Finale der besten acht Springerinnen |

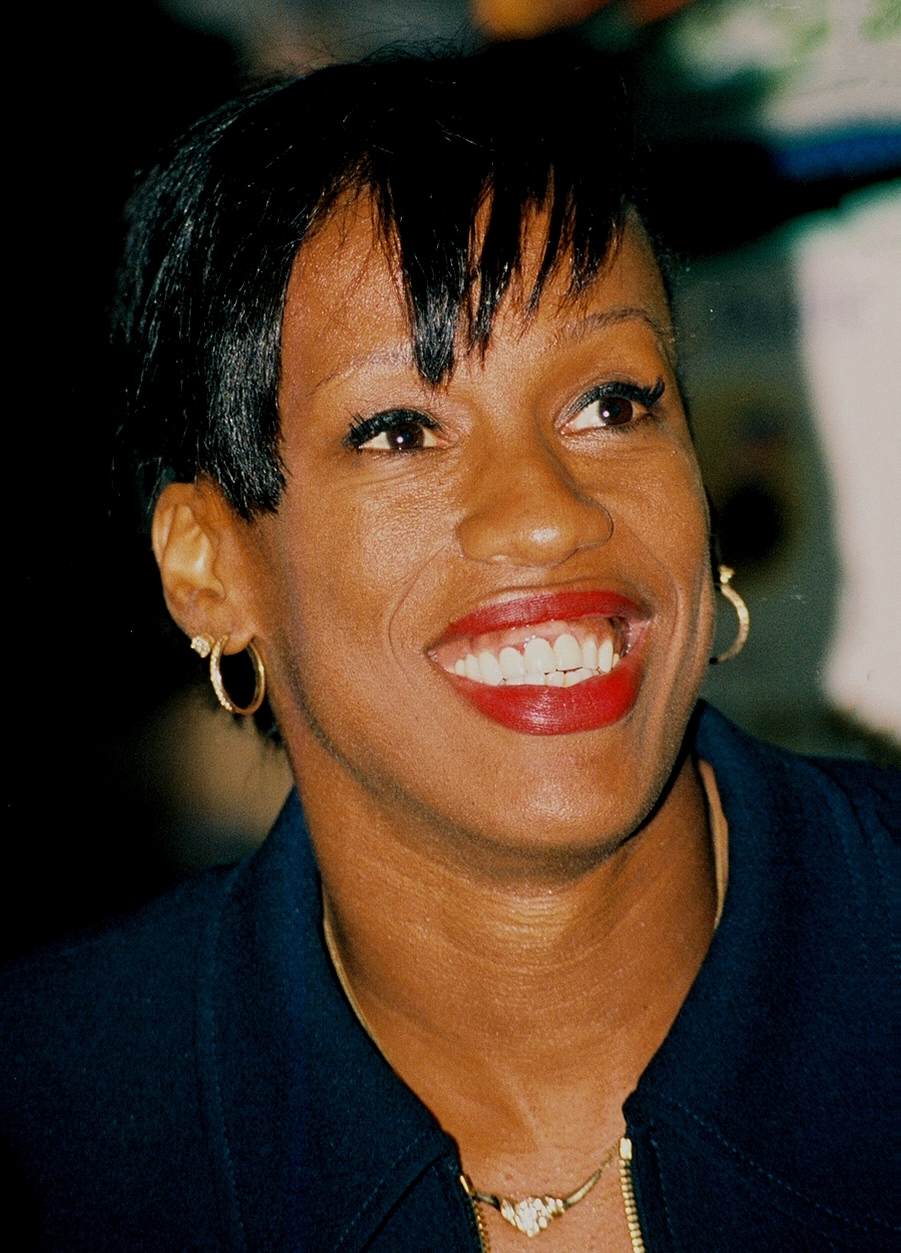
Titelverteidigerin Jackie Joyner-Kersee (hier 1996) wurde erneut Weltmeisterin, sie war 1988 auch Olympiasiegerin im Weitsprung und Siebenkampf geworden, außerdem war sie amtierende Weltmeisterin im Siebenkampf
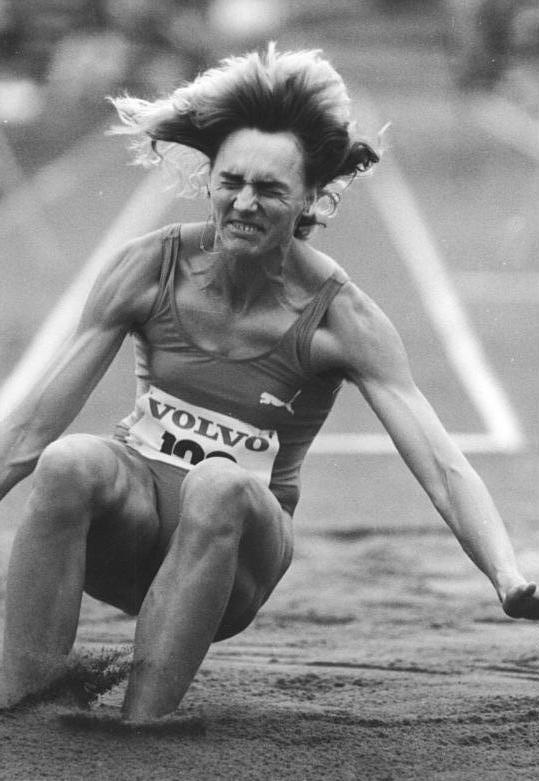
Vizeweltmeisterin Heike Drechsler, frühere Heike Daute, Weltmeisterin von 1983, WM-Dritte von 1987 und zweifache Europameisterin (1986/1990), außerdem hochdekoriert als Sprinterin

## Video
- 3344 World Track & Field 1991 Long Jump Women Jackie Joyner-Kersee, Video veröffentlicht am 16. April 2016 auf youtube.com, abgerufen am 15. April 2020